# Beaudéduit
Beaudéduit – miejscowość i gmina we Francji, w regionie Hauts-de-France, w departamencie Oise.
Według danych na rok 1990 gminę zamieszkiwało 156 osób, a gęstość zaludnienia wynosiła 42 osoby/km² (wśród 2293 gmin Pikardii Beaudéduit plasuje się na 841. miejscu pod względem liczby ludności, natomiast pod względem powierzchni na miejscu 994.).